# 소울 케이지
《소울 케이지》(일본어: ソウルケイジ)는 혼다 테츠야의 소설 작품이다. 히메카와 레이코 시리즈 제2작.

## 개요
시체없는 살인 사건의 수사를 진행시키는 가운데, 서로 모순되는 증언이 가로막는다. 전5장으로부터 구성되어, 작품의 열쇠를 잡는 타카오카 켄이치와 미시마 코우스케의 모놀로그를 장의 모두에 삽입한다. 전작 《스트로베리 나이트》에서 화려한 사건을 취급했기 때문에, 본작에서는 수수한 사건을 취급한다고 하는 컨셉의 원으로 집필되어 스팅의 악곡 〈The Soul Cages〉로부터 인스파이어 되고 있다. 그 때문에 본작에서는 저자 나름의 해석에 의한 〈부성(父性)〉이 주제가 되고 있어, 극중에서는 사건의 당사자와 자신의 일을 소중히 생각하는 부친의 마음을 안 히메카와, 그리고, 본작에서는 사실상 준주역이며 외아들을 생각하는 쿠사카의 심정과 등장 인물 각각 〈부성〉이라고 관련되는 장면에 초점을 맞힐 수 있다.

## 줄거리
강둑에 버려진 박스형 경승용차 안에서 핏물로 붉게 물든 왼쪽 손목이 발견된다. 히메카와 레이코와 쿠사카 마모루는 관련 참고인 두 사람을 조사하던 중 뜻밖의 공통점을 찾아낸다. 거액의 빚을 끌어안고 있던 아버지가 똑같은 회사의 공사 현장에서 추락사했다는 사실이다.
단순한 토막 살인사건이 아님을 감지한 두 형사는 각각 나름대로의 방식으로 사건을 추적해나가고, 서서히 밝혀지는 사건의 진상은 놀라움의 연속이다. 숨겨져 있던 사건의 진실, 그리고 사건의 중심에 있던 범인. 그가 마지막까지 지키려 했던 안타까운 부성(父性)이 독자들의 가슴을 절절이 저미게 한다.

## 등장인물

### 히메카와반
히메카와 레이코
경시청 수사 일과 살인범 수사10계(히메카와반) 주임 경부보.
키쿠타 카즈오
히메카와반 경사.
오오츠카 신지
경장. 레이코의 부하.
이시쿠라 타모츠
히메카와반 경사.
유다 코헤이
히메카와반 경장.
하야마 노리유키
히메카와반 경장.

### 경시청
쿠사카 마모루
수사 일과 살인범 수사10계(쿠사카반) 주임 경부보.
이마이즈미 하루오
수사 일과 10계장 경부.
하시즈메 슌스케
수사 일과 관리관 경시.
쿠니오쿠 사다노스케
도쿄도 감찰 의무원 감찰의.
이오카 히로미츠
카마타 경찰서 배속 경장.